# Нанкана-Сахіб
Нанкана Сахіб (урду ننکانہ صاحب, пенджаб. ننکاݨا صاحب (Shahmukhi), трансліт. nankāṇā sāhib) — місто та столиця округу Нанкана Сахіб у провінції Пенджаб у Пакистані. Він названий на честь першого гуру сикхів Гуру Нанака, який народився в місті і вперше почав тут проповідувати. Нанкан Сахіб є найважливішим релігійним місцем для релігії сикхів. Знаходиться близько 91 км на захід від Лахора і близько 75 км на схід від Файсалабада. За даними перепису населення 2017 року в місті проживало 79 540 мешканців. До 2005 року входив до складу округу Шейхупура.

## Історія
Містечко було засноване під час правління Делійського султанату індуїстом Рай Бхой і тому було відоме як Рай-Бхой-Ді-Талванді. Його правнук Рай Булар Бхатті перейменував його на «Нанкана Сахіб» після народження Гуру Нанака. Ґурдвара Нанкана Сахіба, спочатку була побудована сикхами в епоху Великих Моголів приблизно в 1600 р. н. е. У 1819–20 рр. н. е. була відремонтована Махараджею Джан-Пенджабу Ранджитом Сінгхом. 
Під час руху Акалі, 20 лютого 1921 року, Нараїн Дас, махант Удасі (духовенство) гурдвари в Нанкана Сахібі, наказав своїм людям стріляти в протестувальників Акалі, що призвело до бійні в Нанкані. Звільнення було широко засуджено, і було розпочато хвилювання, доки контроль над цим історичним Джанам Астхан Гурдвара не було повернуто сикхам. Знову в 1930-х і 1940-х роках сикхи додали більше будівель і більше архітектурного дизайну.

## Географія
Нанкана Сахіб і його околиці раніше були техсилем району Шейкхупура. У травні 2005 року уряд провінції підвищив статус Нанкана Сахіба до округу як спосіб сприяння розвитку регіону. Сучасний статус району Нанкана Сахіб має три техсіли: Нанкана Сахіб, Шах Кот і Сангла Хілл. До грудня 2008 року округ Нанкана Сахіб також включав Сафдарабад Техсіл.

## Транспорт
- Розв'язка Нанкана Сахіб, виїзд 3 на Автомагістралі М-3
- Залізнична станція Нанкана Сахіб на гілці Шоркот–Шейкхупура
- Міжнародний аеропорт Фейсалабад 88 км
- Міжнародний аеропорт Аллама Ікбал Лахор 96 км
- Дорога Джаранвала-Нанкана

## Видатні особи
- Гуру Нанак, засновник і перший з сикхських гуру
- Бабра Шаріф, кіноактор